# Putrajaya

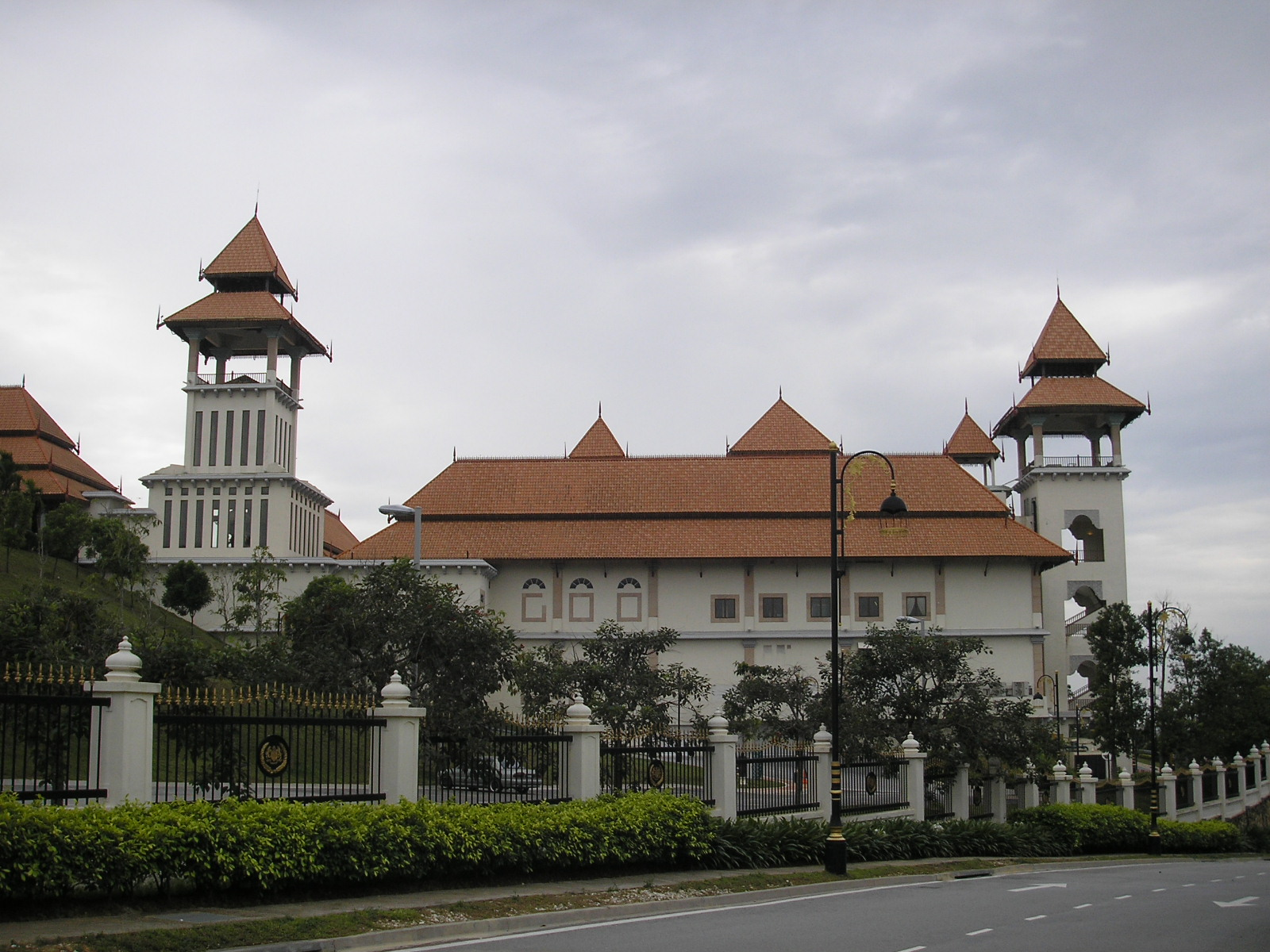
Residència reial a Putrajaya

Putrajaya (oficialment, Territori Federal de Putrajaya) és la capital administrativa de Malàisia. Construïda a partir de 1997, és de les capitals més noves del món. Quan fou declarada territori federal el 2001 només tenia 7000 habitants i 26 blocs administratius (amb 42 més en construcció). Putrajaya és la capital administrativa del país però s'ha establert que Kuala Lumpur romandrà com capital comercial.
Juntament amb Ciberjaya forma un centre del projecte "Supercorredor Multimèdia", que va ser impulsat per l'anterior primer ministre Mahathir bin Mohamad. Un tren d'alta velocitat la connecta amb Kuala Lumpur i amb l'Aeroport Internacional de Kuala Lumpur.

## Història
Des de l'1 de febrer de 2001 el primer ministre datuk seri Mahathir Mohamad va declarar el territori com el tercer territori federal del país, juntament amb Kuala Lumpur i Labuan. Només quatre anys abans la zona, anomenada Prang Besar, era un territori salvatge; fou formalment cedit per l'estat de Selangor el 7 de novembre del 2000.

## Bandera
La bandera fou adoptada formalment el mateix dia 1 de febrer del 2001. És de proporció 1:2, disseny de pal canadenc, és a dir amb la banda central (groga) doble que les laterals (blau fosc).
El mateix dia existia també un logotip.